# John Selman (Schachkomponist)
John Selman jr. (* 1910 in Amsterdam; † 2. Januar 1978 in Südfrankreich) war ein niederländischer Schachkomponist. Er blieb auch dadurch in Erinnerung, dass er die Entstehungsgeschichte der berühmten Saavedra-Studie rekonstruierte.

## Leben
Um Verwechslungen mit seinem älteren Bruder Jan Selman zu vermeiden, verwendete John Selman den Namenszusatz junior.
Selman arbeitete bei Royal Dutch Shell in Den Haag als Archivar. Er war verheiratet und wohnte in Scheveningen. Nachdem er 1968 eine Intrazerebrale Blutung erlitt, zog er nach Südfrankreich, wo er 1978 verstarb.

## Schach
Selman begann in den späten 1930er Jahren mit der Schachkomposition. Nach dem Tod Jan Fischers übernahm Selman 1939 oder 1940 die Schachkolumne in De Schaakwereld und führte sie bis zum Ende der Zeitschrift 1942 oder 1943. Von 1947 bis 1949 führte er eine Kolumne in Het Limburgs Dagblat. Besonders bekannt wurde eine Studie Selmans in der Tijdschrift van den KNSB 1949, da zwei Jahre später ein ähnliches Stück von Wladimir Alexandrowitsch Korolkow in Lelo ebenfalls den 1. Preis gewann.
In den Jahren 1939 und 1940 erforschte Selman die Entstehungsgeschichte der Saavedra-Studie, wofür er nach Schottland, England und Spanien reiste sowie viele Briefkontakte unterhielt.
Eine große Anzahl von Selmans Manuskripten wurde erst postum in den 1990er Jahren veröffentlicht.
|   | a | b | c | d | e | f | g | h |   |
| 8 |   |   |   |   |   |   |   |   | 8 |
| 7 |   |   |   |   |   |   |   |   | 7 |
| 6 |   |   |   |   |   |   |   |   | 6 |
| 5 |   |   |   |   |   |   |   |   | 5 |
| 4 |   |   |   |   |   |   |   |   | 4 |
| 3 |   |   |   |   |   |   |   |   | 3 |
| 2 |   |   |   |   |   |   |   |   | 2 |
| 1 |   |   |   |   |   |   |   |   | 1 |
|   | a | b | c | d | e | f | g | h |   |

Lösung:

1. Sd4–f5 Te3–e1+ 2. Kc1–d2 Te1xa1 3. f6–f7 Ta1–a2+ 4. Kd2–e1 Ta2–a1+ 5. Ke1–f2 g4–g3+ 6. Kf2–e3 Ta1–a3+ 7. Ke3–f4 Ta3–a4+ 8. Kf4–g5 Ta4–g4+ 9. Kg5–h6 Tg4–g8 10. Sf5–e7 Lc8–e6 11. f7xg8D+ Le6xg8 12. Se7–g6 matt

## Werke (Auswahl)
- John Selman: Reciprocal Stalemate. Margraten 1991
- John Selman: De Saavedra study. Margraten 1992.
- John Selman: Een selectie van artikelen geschreven door John Selman jr. Margraten 1992
- John Selman: Springerzauber. Rijswijk 1998

## Weblink
- Kompositionen von John Selman auf dem PDB-Server

| Personendaten    | Personendaten                            |
| ---------------- | ---------------------------------------- |
| NAME             | Selman, John                             |
| ALTERNATIVNAMEN  | Selman, John junior (vollständiger Name) |
| KURZBESCHREIBUNG | niederländischer Schachkomponist         |
| GEBURTSDATUM     | 1910                                     |
| GEBURTSORT       | Amsterdam                                |
| STERBEDATUM      | 2. Januar 1978                           |
| STERBEORT        | Frankreich                               |